# 24 Heures du Mans 1939
Navigation
Édition précédente Édition suivante
Les 24 Heures du Mans 1939 sont la 16e édition de l'épreuve et se déroulent les 17 et 18 juin 1939 sur le circuit de la Sarthe.

## Nombre de pilotes qualifiés pour la course
84 pilotes sont au départ de cette seizième édition dont deux femmes ; elles formeront l'équipage féminin de ces 24 Heures du Mans 1939.
| 53 Français   | 20 Britanniques | 8 Allemands | 1 Italien | 1 Suisse |
| 1 Thaïlandais |                 |             |           |          |

## Classement final de la course

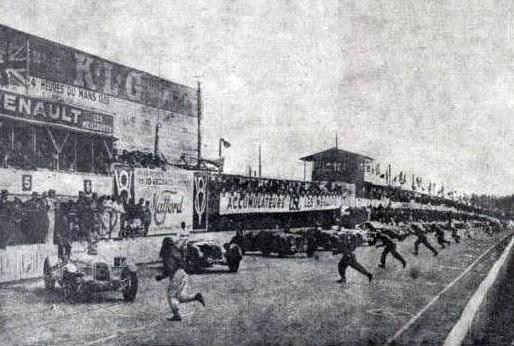
Le départ.

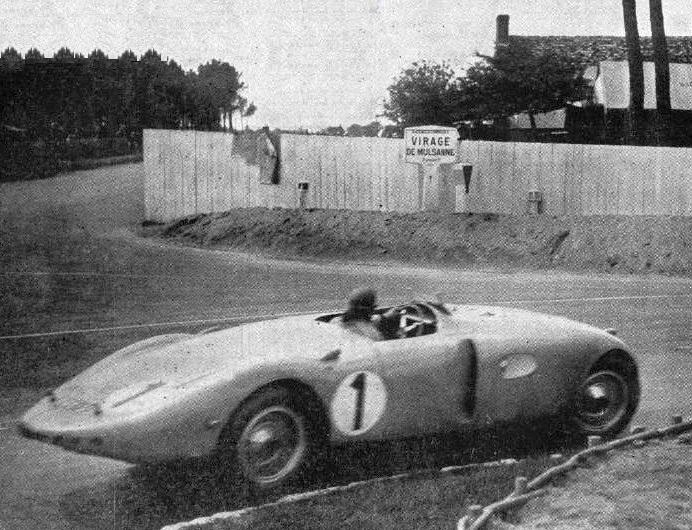
Jean-Pierre Wimille et Pierre Veyron vainqueurs des 24 Heures du Mans 1939 sur Bugatti Type 57G.

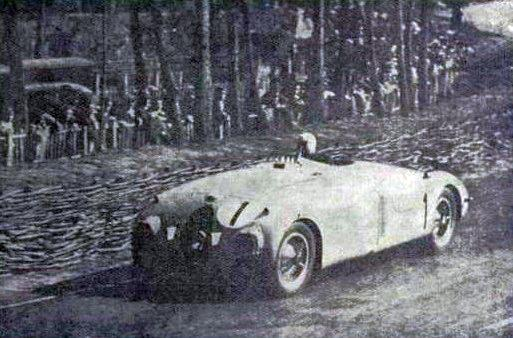
Wimille en course.

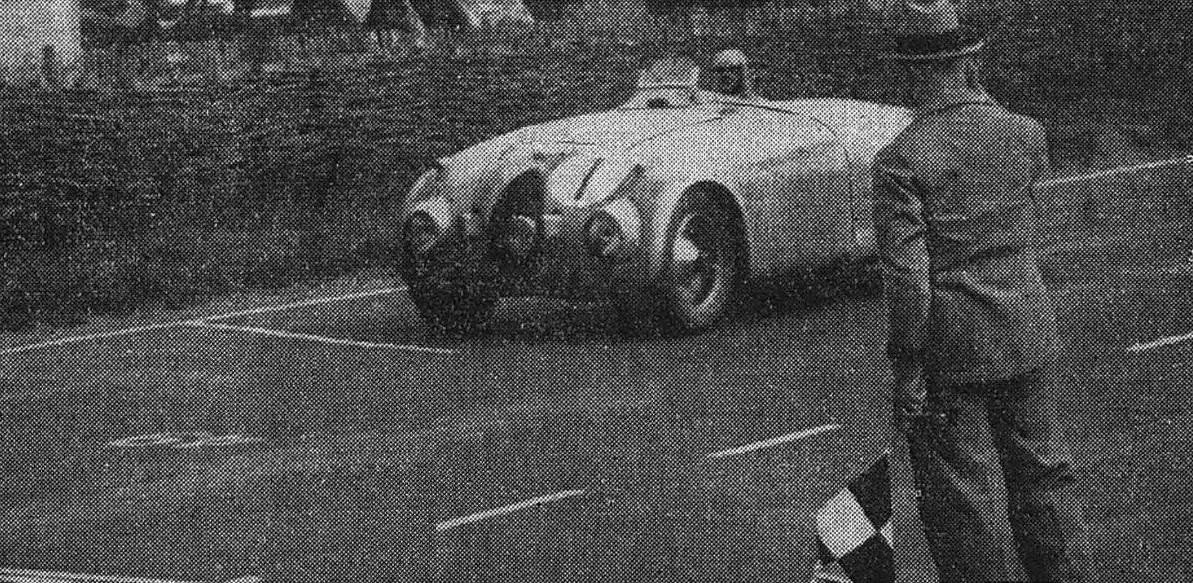
L'arrivée de Wimille.

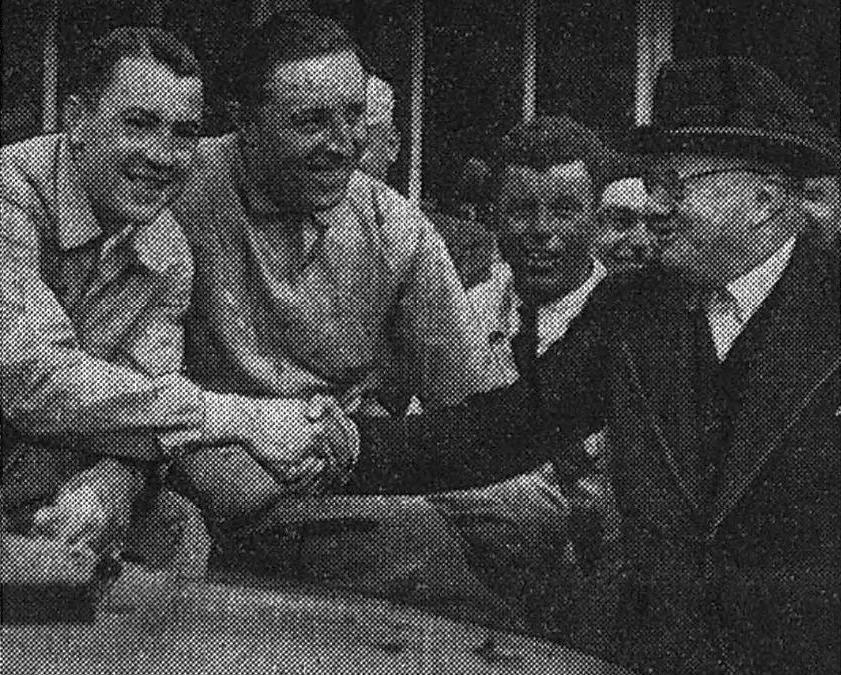
Les vainqueurs Wimille et Veyron.

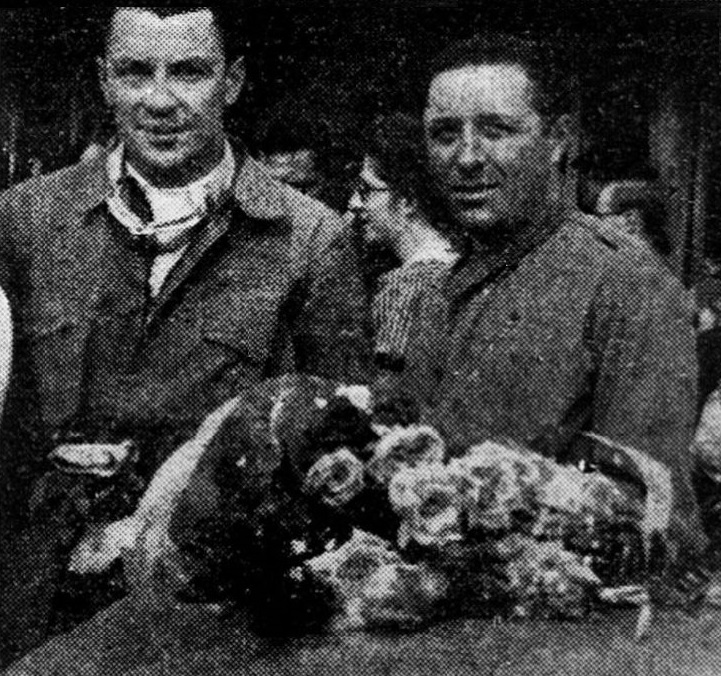
Wimille (G) et Veyron (D), vainqueurs.

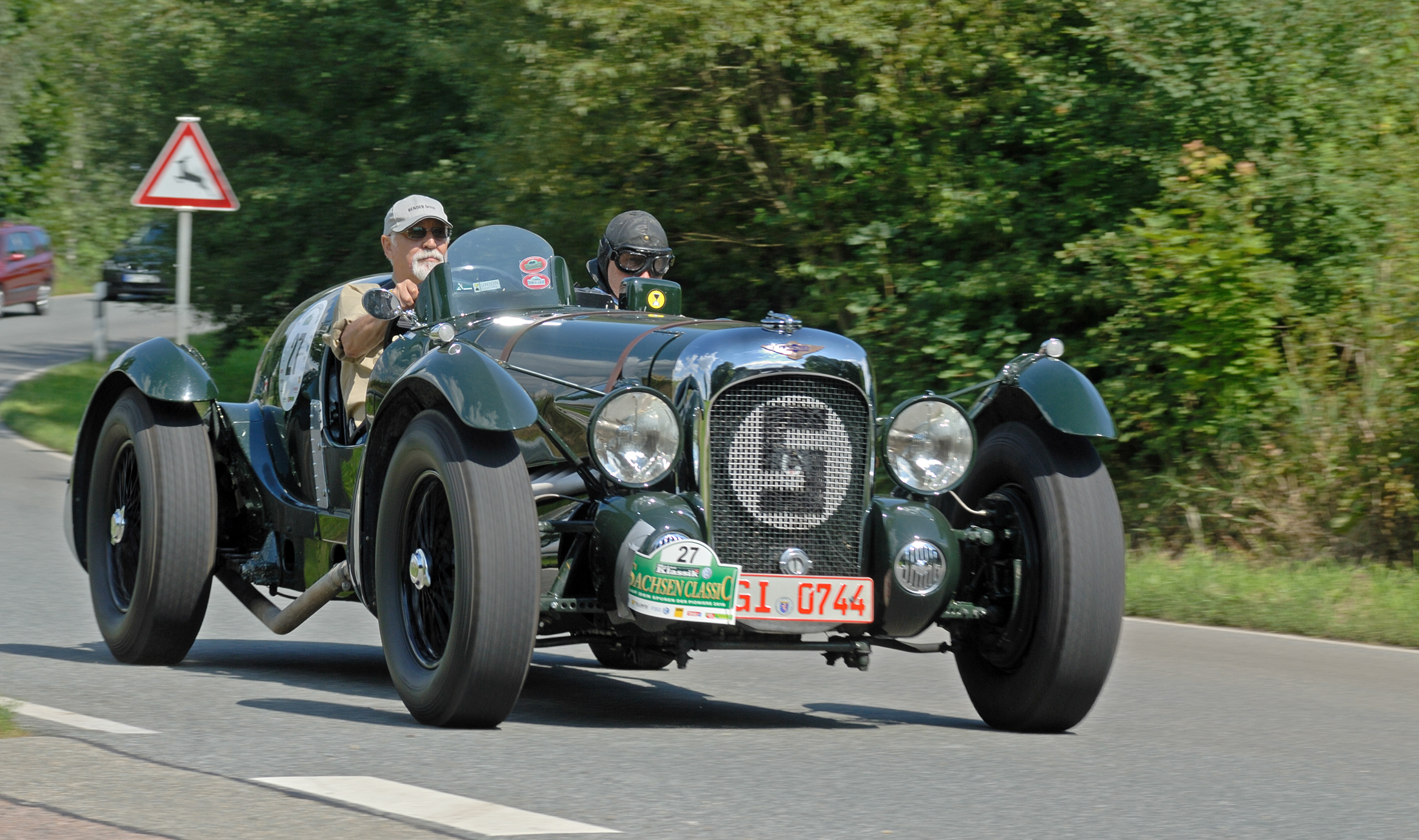
La Lagonda V12 Le Mans 4.5L. no 5 de Dobson et Brackenbury, troisième.

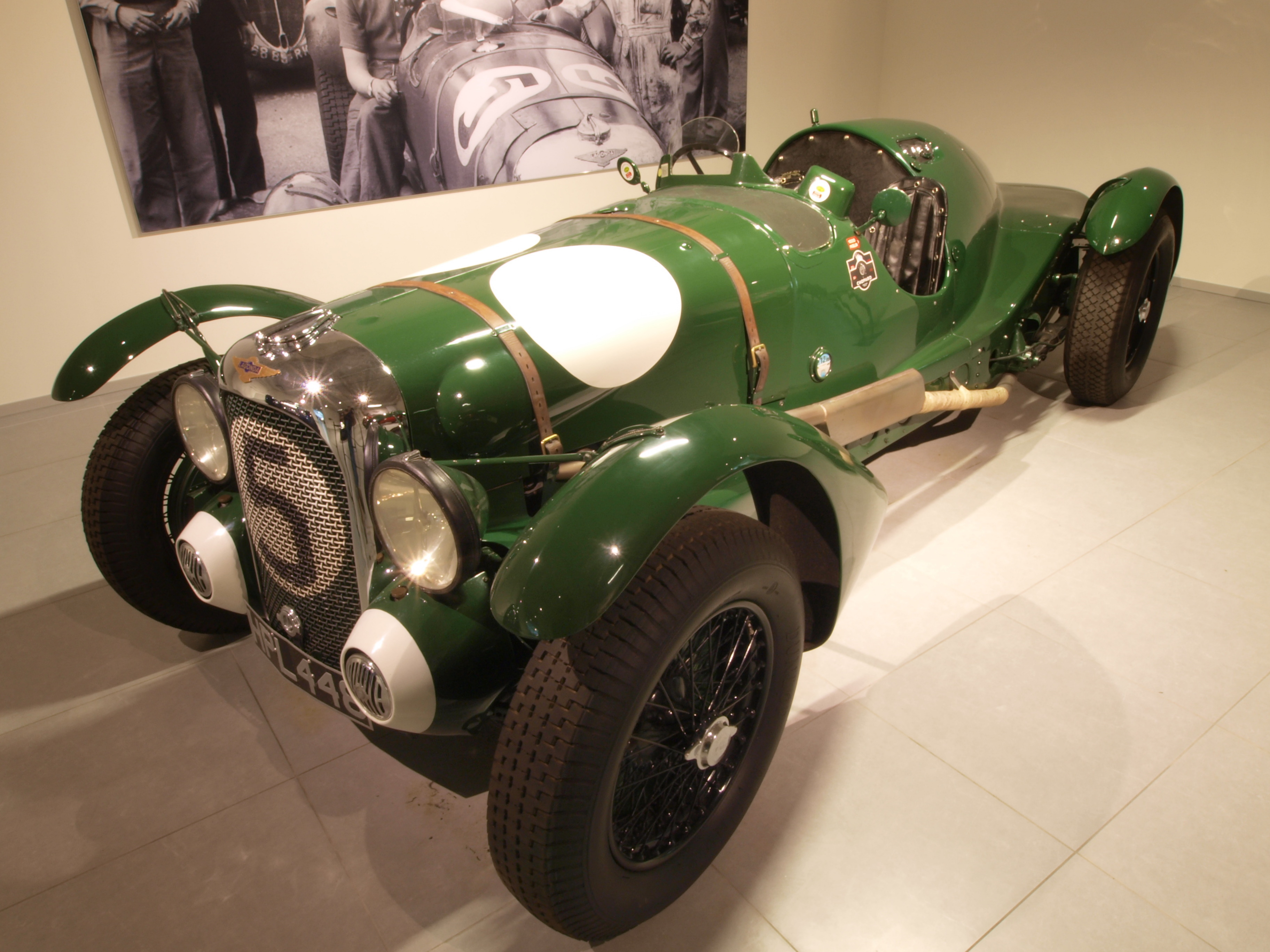
Même véhicule.

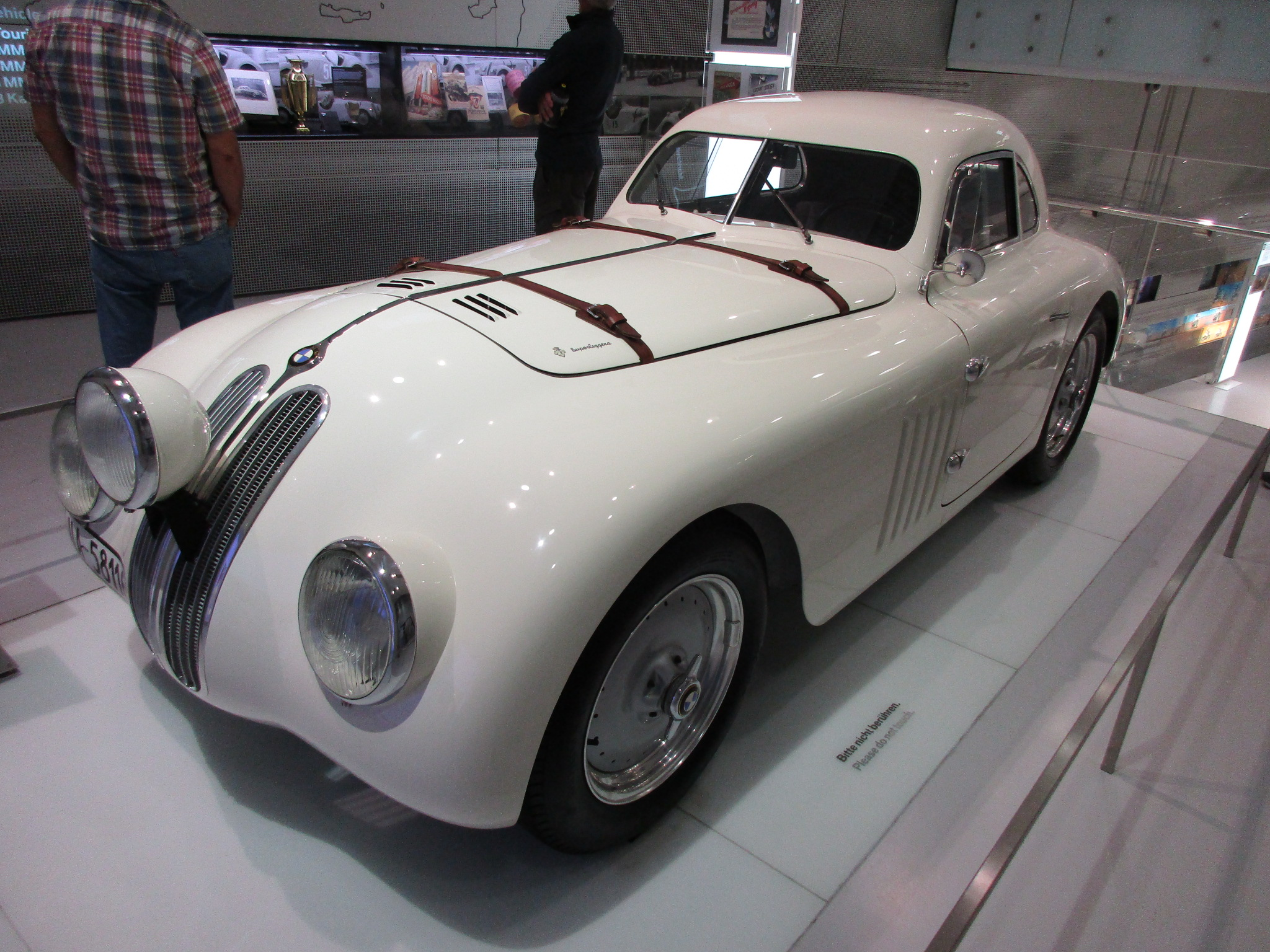
BMW 328 Touring coupé Supperlegera.

| Pos. | Catégorie | no | Écurie                     | Pilotes                                          | Châssis                                         | Moteur                      | Tours |
| ---- | --------- | -- | -------------------------- | ------------------------------------------------ | ----------------------------------------------- | --------------------------- | ----- |
| 1    | 8.0       | 1  | Jean-Pierre Wimille        | Jean-Pierre Wimille Pierre Veyron                | Bugatti Type 57G                                | Bugatti 3.3L compresseur I8 | 248   |
| 2    | 3.0       | 21 | Écurie Walter Watney       | Louis Gérard Georges Monneret                    | Delage D6-3L                                    | Delage D6 3.0L I6           | 245   |
| 3    | 5.0       | 5  | Lagonda Ltd.               | Arthur Dobson Charles Brackenbury                | Lagonda V12                                     | Lagonda V12 4.5L            | 239   |
| 4    | 5.0       | 6  | Lord Selsdon               | Lord Selsdon Lord William Waleran                | Lagonda V12                                     | Lagonda V12 4.5L            | 238   |
| 5    | 2.0       | 26 | BMW                        | Max zu Schaumburg-Lippe Fritz Hans Wencher       | BMW 328 Touring Coupé                           | BMW 2.0L I6                 | 236   |
| 6    | 5.0       | 12 | Louis Villeneuve           | Louis Villeneuve René Biolay                     | Delahaye 135CS                                  | Delahaye 3.6L I6            | 235   |
| 7    | 2.0       | 27 | BMW                        | Ralph Roese Paul Heinemann                       | BMW 328                                         | BMW 2.0L I4                 | 230   |
| 8    | 5.0       | 20 | Count Heyden               | R.R.C. Rob Walker Ian Connell                    | Delahaye 135CS                                  | Delahaye 3.6L I6            | 224   |
| 9    | 2.0       | 28 | BMW                        | Willi Briem Ludwig Scholz                        | BMW 328                                         | BMW 2.0L I4                 | 220   |
| 10   | 1.1       | 39 | Gordini                    | Amédée Gordini José Scaron                       | Simca-Gordini Type 8                            | Fiat 1.1L I4                | 213   |
| 11   | 5.0       | 14 | Joseph Chotard             | Joseph Chotard Jacques Seylair                   | Delahaye 135CS                                  | Delahaye 3.6L I6            | 202   |
| 12   | 2.0       | 29 | Cmdr. R.P. Hitchens        | Cmdr. Robert P. Hitchens Mortimer Morris-Goodall | Aston Martin Speed Model                        | Aston Martin 2.0L I4        | 199   |
| 13   | 1.1       | 41 | Gordini                    | Guy Lapchin Charles Plantivaux                   | Simca-Gordini Type 8                            | Fiat 1.1L I4                | 195   |
| 14   | 1.5       | 32 | Écurie Lapin Blanc         | Peter Clark Marcus Chambers                      | HRG 1500                                        | Singer 1.5L I4              | 192   |
| 15   | 1.1       | 37 | Mme Majorie Fawcett        | Geoffrey White C.M. Anthony                      | Morgan 4/4                                      | Coventry Climax 1.1L I4     | 184   |
| 16   | 1.5       | 34 | Just-Émile Vernet          | Just-Émile Vernet Carl de Bodard                 | Riley Sprite TT Pourtout                        | Riley 1.5L I4               | 180   |
| 17   | 1.1       | 38 | Victor Camerano            | Victor Camerano Henri Louveau                    | Simca-Gordini Type 8                            | Fiat 1.1L I4                | 163   |
| 18   | 1.1       | 45 | Arthur W. Jones            | Arthur W. Jones Gordon Wilkins                   | Singer Nine (en) Le Mans Replica                | Singer 1.0L I4              | 154   |
| 19   | 750       | 48 | Gordini                    | Adrien Alin Albert Alin                          | Simca 5                                         | Fiat 0.6L I4                | 148   |
| 20   | 750       | 49 | Gordini                    | Maurice Aimé Albert Leduc                        | Simca 5                                         | Fiat 0.6L I4                | 147   |
| Abd. | 3.0       | 25 | Raymond Sommer             | Raymond Sommer Prince Bira                       | Alfa Romeo 6C 2500SS                            | Alfa Romeo 2.4L I6          | 173   |
| Abd. | 5.0       | 18 | Ecuria Francia             | Marcel Contet Robert Brunet                      | Delahaye 135CS                                  | Delahaye 3.6L I6            | 171   |
| Abd. | 1.5       | 31 | Victor Polledry            | Victor Polledry R. Robert                        | Aston Martin 1½ Ulster                          | Aston Martin 1.5 I4         | 155   |
| Abd. | 5.0       | 3  | Luigi Chinetti             | Luigi Chinetti Donald Mathieson                  | Talbot T26                                      | Talbot 4.5L I6              | 154   |
| Abd. | 3.0       | 22 | Écurie Walter Watney       | Armand Hug Roger Loyer                           | Delage D6-3L                                    | Delage D6-3L                | 152   |
| Abd. | 5.0       | 15 | Robert Mazaud              | Robert Mazaud Marcel Mongin                      | Delahaye 135CS                                  | Delahaye 3.6L I6            | 115   |
| Dsq. | 1.1       | 44 | Archie Scott               | Archie Scott Tommy Wisdom                        | Singer Nine (en) Le Mans Replica                | Singer 1.0L I4              | 105   |
| Abd. | 5.0       | 9  | Luigi Chinetti             | René Le Bègue Pierre Levegh                      | Talbot-Lago SS                                  | Talbot 4.0L I6              | 102   |
| Abd. | 5.0       | 19 | Écurie Francia             | Eugène Chaboud Yves Giraud-Cabantous             | Delahaye 135CS                                  | Delahaye 3.6L I6            | 99    |
| Abd. | 5.0       | 8  | T.A.S.O. Mathieson         | Philippe de Massa Norbert Jean Mahé              | Talbot 150SS Figoni                             | Talbot 4.0L I6              | 88    |
| Abd. | 5.0       | 7  | Luigi Chinetti             | André Morel Jim Bradley                          | Talbot T26                                      | Talbot 4.5L I6              | 88    |
| Abd. | 5.0       | 10 | Jean Trémoulet             | Jean Trémoulet Raoul Forestier                   | Talbot-Lago SS                                  | Talbot 4.0L i6              | 68    |
| Abd. | 1.1       | 36 | Michael Collier            | Mike Collier Lewis Welch                         | MG PA Midget                                    | MG 0.8L I4                  | 63    |
| Abd. | 5.0       | 16 | Écurie Francia             | Joseph Paul Jean Trévoux                         | Delahaye 135CS                                  | Delahaye 3.6L I6            | 62    |
| Abd. | 5.0       | 11 | André Bellecroix           | André Bellecroix Gaston Serraud                  | Delahaye 135CS                                  | Delahaye 3.6L I6            | 50    |
| Abd. | 1.1       | 43 | Just-Emile Vernet          | Robert Cayeux Gaston Tramar                      | Simca-Gordini Type 8                            | Fiat 1.1L I4                | 50    |
| Abd. | 5.0       | 4  | Luigi Chinetti             | Pierre Louis-Dreyfus Antoine Schumann            | Talbot T26                                      | Talbot 4.5L I6              | 45    |
| Abd. | 1.1       | 47 | Claude Bonneau             | Claude Bonneau Max Mathieu                       | MG PB Midget                                    | MG 1.0L I4                  | 40    |
| Abd. | 1.1       | 40 | Gordini                    | Jean Breillet Albert Debille                     | Simca-Gordini Type 8                            | Fiat 1.1L I4                | 29    |
| Abd. | 1.1       | 42 | Mme Anne-Cecile Rose-Itier | Anne-Cecile Rose-Itier Suzanne Largeot           | Simca-Gordini Type 8                            | Fiat 1.1L I4                | 26    |
| Abd. | 1.5       | 30 | Adler                      | Otto Löhr Paul von Guilleaume                    | Adler Trumpf                                    | Adler 1.5L I4               | 6     |
| Abd. | 1.1       | 46 | Jacques Savoye             | Jacques Savoye Pierre Savoye                     | Singer Nine (en) Le Mans Replica Savoye Special | Singer 1.0L I4              | 4     |

Détail :
- La no 44 Singer Nine Le Mans Replica est disqualifiée pour ravitaillement anticipé.

## Record du tour
- Meilleur tour en course :  Robert Mazaud (no 15 Delahaye 135CS) en 5 min 12 s 1.

## Prix et trophées
- Prix de la Performance :  Simca-Gordini Type 8 (no 39)
- 14e Coupe Biennal :  Simca-Gordini Type 8 (no 39)

## À noter
- Longueur du circuit : 13,492 km
- Distance parcourue : 3 354,760 km
- Vitesse moyenne : 139,781 km/h
- Écart avec le 2e : 42,538 km